# Fatih Akyel
Fatih Akyel (Istanbul, 26 de desembre de 1977) és un exfutbolista turc de la dècada de 2000.
Fou 64 cops internacional amb la selecció turca.
Pel que fa a clubs, defensà els colors de Galatasaray SK, Fenerbahçe SK i RCD Mallorca.
Com a entrenador ha dirigit a clubs com Gümüşhanespor, Kocaeli Birlik Spor i Zonguldak Kömürspor.

## Palmarès
Galatasaray
- Süper Lig: 1997-98, 1998-99, 1999-00
- Copa turca de futbol: 1995-96, 1998-99, 1999-00
- Copa de la UEFA: 1999-00
- Supercopa d'Europa de futbol: 2000

Fenerbahçe
- Süper Lig: 2003-04